# Bomerich
Die Ortschaft Bomerich ist ein Ortsteil der Gemeinde Lindlar, Oberbergischen Kreis im Regierungsbezirk Köln in Nordrhein-Westfalen (Deutschland).

## Lage und Beschreibung
Bomerich liegt im westlichen Lindlar an der Kreisstraße K24 zwischen Fahn und Schmitzhöhe. Weitere Nachbarorte sind Schönenborn, Müllemich und Ebbinghausen.
Der Name Bommerich (auch: Bomerich) leitet sich von bom (= Baum) ab.

## Geschichte
Die genaue Datierung der Entstehung dieser Ortschaft fällt schwer. Die Erstbesiedlung erfolgte vom Fronhof Lindlar ausgehend. Nach den ersten Rodungsarbeiten folgte die Entstehung vereinzelter Höfe, die zum größten Teil heute noch existieren.
Im Mittelalter und der frühen Neuzeit war der Ort Teil der Honschaft Tüschen im Kirchspiel Hohkeppel des Gerichts Keppel.
Der Ort ist auf der Topographischen Aufnahme der Rheinlande von 1817 als Bohmen verzeichnet. Die Preußische Uraufnahme von 1845 zeigt den Wohnplatz unter dem Namen Bomerich. Ab der Preußischen Neuaufnahme von 1894/96 ist der Ort auf Messtischblättern regelmäßig als Bomerich verzeichnet.
Nach dem Zusammenbruch der napoleonischen Administration und deren Ablösung gehörte der Ort zur Gemeinde Hohkeppel der Bürgermeisterei Engelskirchen im Kreis Wipperfürth.
Für das Jahr 1830 werden für den als Bomerich bezeichneten Ort zusammen mit Burg 38 Einwohner angegeben. Der 1845 laut der Uebersicht des Regierungs-Bezirks Cöln als Hof kategorisierte und Bommerich bezeichnete Ort besaß zu dieser Zeit drei Wohngebäude mit neun Einwohnern, alle katholischen Bekenntnisses. Die Gemeinde- und Gutbezirksstatistik der Rheinprovinz führt Bomerich 1871 mit zwei Wohnhäusern und sieben Einwohnern auf.
Im Gemeindelexikon für die Provinz Rheinland von 1888 werden für Bomerich zwei Wohnhäuser mit neun Einwohnern angegeben. 1895 besitzt der Ort zwei Wohnhäuser mit 14 Einwohnern, 1905 werden zwei Wohnhäuser und zwölf Einwohner angegeben.
Aufgrund § 10 und § 14 des Köln-Gesetzes wurde 1975 die Gemeinde Hohkeppel aufgelöst und umfangreiche Teile in Lindlar eingemeindet. Darunter auch Bomerich.

## Wirtschaft
Im Ort wird Landwirtschaft betrieben, ferner findet sich eine Gärtnerei.

## Busverbindungen
Haltestellen Fahn, Gärtnerei:
- 401 Industriegebiet Klause – Lindlar – Waldbruch – Schmitzhöhe – Hommerich – Kürten Schulzentrum (KWS, Schulbus)
- 421 Lindlar – Immekeppel – Moitzfeld – Bensberg (RVK)